# Danh sách cầu thủ tham dự Giải vô địch bóng đá châu Âu 2008
Sau đây là danh sách các đội tuyển tham gia Giải vô địch bóng đá châu Âu 2008 (Euro 2008) tổ chức tại Áo và Thụy Sĩ. Mỗi đội tuyển được phép đăng ký 23 cầu thủ (có 3 thủ môn) vào ngày 28 tháng 5 năm 2008. Trong trường hợp cầu thủ đã được đăng ký bị chấn thương nặng trước khi trận đấu đầu tiên diễn ra, cầu thủ đó có thể được thay thế bằng một người khác.

## Bảng A

### Cộng hòa Séc
Huấn luyện viên:  Karel Brückner

| Số | VT | Cầu thủ            | Ngày sinh (tuổi)          | Trận | Bàn | Câu lạc bộ          |
| -- | -- | ------------------ | ------------------------- | ---- | --- | ------------------- |
| 1  | TM | Petr Čech          | 20 tháng 5, 1982 (26)     | 59   | 0   | Chelsea             |
| 2  | HV | Zdeněk Grygera     | 14 tháng 5, 1980 (28)     | 53   | 2   | Juventus            |
| 3  | TV | Jan Polák          | 14 tháng 3, 1981 (27)     | 38   | 6   | Anderlecht          |
| 4  | TV | Tomáš Galásek      | 15 tháng 1, 1973 (35)     | 66   | 1   | Nuremberg           |
| 5  | HV | Radoslav Kováč     | 27 tháng 11 năm 1979 (28) | 23   | 1   | Spartak Moscow      |
| 6  | HV | Marek Jankulovski  | 09 tháng 5, 1977 (31)     | 64   | 10  | Milan               |
| 7  | TV | Libor Sionko       | 01 tháng 2, 1977 (31)     | 30   | 6   | Copenhagen          |
| 8  | TĐ | Martin Fenin       | 16 tháng 4, 1987 (21)     | 5    | 0   | Eintracht Frankfurt |
| 9  | TĐ | Jan Koller         | 30 tháng 3, 1973 (35)     | 87   | 54  | Nuremberg           |
| 10 | TĐ | Václav Svěrkoš     | 01 tháng 11 năm 1983 (24) | 2    | 0   | Baník Ostrava       |
| 11 | TĐ | Stanislav Vlček    | 26 tháng 2, 1976 (32)     | 10   | 0   | Anderlecht          |
| 12 | HV | Zdeněk Pospěch     | 14 tháng 12 năm 1978 (29) | 8    | 0   | Copenhagen          |
| 13 | HV | Michal Kadlec      | 13 tháng 12 năm 1984 (23) | 6    | 1   | Sparta Prague       |
| 14 | TV | David Jarolím      | 17 tháng 5, 1979 (29)     | 16   | 1   | Hamburg             |
| 15 | TĐ | Milan Baroš        | 28 tháng 10 năm 1981 (26) | 64   | 31  | Lyon                |
| 16 | TM | Jaromír Blažek     | 29 tháng 12 năm 1972 (35) | 14   | 0   | Nuremberg           |
| 17 | TV | Marek Matějovský   | 20 tháng 12 năm 1981 (26) | 10   | 1   | Reading             |
| 18 | TV | Tomáš Sivok        | 15 tháng 9, 1983 (24)     | 6    | 0   | Udinese             |
| 19 | TV | Rudolf Skácel      | 17 tháng 7, 1979 (28)     | 5    | 1   | Southampton         |
| 20 | TV | Jaroslav Plašil    | 05 tháng 1, 1982 (26)     | 37   | 2   | Osasuna             |
| 21 | HV | Tomáš Ujfaluši (c) | 24 tháng 3, 1978 (30)     | 68   | 2   | Fiorentina          |
| 22 | HV | David Rozehnal     | 05 tháng 7, 1980 (27)     | 45   | 0   | Newcastle United    |
| 23 | TM | Daniel Zítka       | 20 tháng 6, 1975 (32)     | 1    | 0   | Anderlecht          |

### Bồ Đào Nha
Huấn luyện viên:  Luiz Felipe Scolari

| Số | VT | Cầu thủ           | Ngày sinh (tuổi)          | Trận | Bàn | Câu lạc bộ        |
| -- | -- | ----------------- | ------------------------- | ---- | --- | ----------------- |
| 1  | TM | Ricardo           | 11 tháng 2, 1976 (32)     | 75   | 0   | Real Betis        |
| 2  | HV | Paulo Ferreira    | 18 tháng 1, 1979 (29)     | 47   | 0   | Chelsea           |
| 3  | HV | Bruno Alves       | 27 tháng 11 năm 1981 (26) | 11   | 1   | Porto             |
| 4  | HV | José Bosingwa     | 24 tháng 8, 1982 (25)     | 8    | 0   | Porto             |
| 5  | HV | Fernando Meira    | 05 tháng 6, 1978 (30)     | 49   | 2   | Stuttgart         |
| 6  | TV | Raul Meireles     | 17 tháng 3, 1983 (25)     | 9    | 0   | Porto             |
| 7  | TĐ | Cristiano Ronaldo | 05 tháng 2, 1985 (23)     | 55   | 20  | Manchester United |
| 8  | TV | Petit             | 25 tháng 9, 1976 (31)     | 54   | 4   | Benfica           |
| 9  | TĐ | Hugo Almeida      | 23 tháng 5, 1984 (24)     | 9    | 2   | Werder Bremen     |
| 10 | TV | João Moutinho     | 09 tháng 9, 1986 (21)     | 13   | 1   | Sporting CP       |
| 11 | TĐ | Simão             | 31 tháng 10 năm 1979 (28) | 61   | 15  | Atlético Madrid   |
| 12 | TM | Quim              | 13 tháng 11 năm 1975 (32) | 26   | 0   | Benfica           |
| 13 | HV | Miguel            | 04 tháng 1, 1980 (28)     | 47   | 1   | Valencia          |
| 14 | HV | Jorge Ribeiro     | 09 tháng 11 năm 1981 (26) | 8    | 0   | Boavista          |
| 15 | HV | Pepe              | 26 tháng 2, 1983 (25)     | 3    | 0   | Real Madrid       |
| 16 | HV | Ricardo Carvalho  | 18 tháng 5, 1978 (30)     | 43   | 4   | Chelsea           |
| 17 | TĐ | Ricardo Quaresma  | 26 tháng 9, 1983 (24)     | 21   | 2   | Porto             |
| 18 | TV | Miguel Veloso     | 11 tháng 5, 1986 (22)     | 6    | 0   | Sporting CP       |
| 19 | TĐ | Nani              | 17 tháng 11 năm 1986 (21) | 13   | 2   | Manchester United |
| 20 | TV | Deco              | 27 tháng 8, 1977 (30)     | 53   | 3   | Barcelona         |
| 21 | TĐ | Nuno Gomes (c)    | 05 tháng 7, 1976 (31)     | 69   | 28  | Benfica           |
| 22 | TM | Rui Patrício      | 15 tháng 2, 1988 (20)     | 0    | 0   | Sporting CP       |
| 23 | TĐ | Hélder Postiga    | 02 tháng 8, 1982 (25)     | 32   | 10  | Porto             |

### Thụy Sĩ
Huấn luyện viên:  Köbi Kuhn

| Số | VT | Cầu thủ              | Ngày sinh (tuổi)          | Trận | Bàn | Câu lạc bộ          |
| -- | -- | -------------------- | ------------------------- | ---- | --- | ------------------- |
| 1  | TM | Diego Benaglio       | 08 tháng 9, 1983 (24)     | 12   | 0   | Wolfsburg           |
| 2  | HV | Johan Djourou        | 21 tháng 1, 1987 (21)     | 17   | 1   | Arsenal             |
| 3  | HV | Ludovic Magnin       | 20 tháng 4, 1979 (29)     | 50   | 3   | Stuttgart           |
| 4  | HV | Philippe Senderos    | 14 tháng 2, 1985 (23)     | 28   | 3   | Arsenal             |
| 5  | HV | Stephan Lichtsteiner | 16 tháng 1, 1984 (24)     | 12   | 0   | Lille               |
| 6  | TV | Benjamin Huggel      | 07 tháng 7, 1977 (30)     | 25   | 0   | FC Basel            |
| 7  | TV | Ricardo Cabanas      | 29 tháng 4, 1979 (29)     | 49   | 4   | Grasshoppers        |
| 8  | TV | Gökhan İnler         | 27 tháng 6, 1984 (23)     | 17   | 1   | Udinese             |
| 9  | TĐ | Alexander Frei (c)   | 15 tháng 7, 1979 (28)     | 59   | 35  | Borussia Dortmund   |
| 10 | TV | Hakan Yakın          | 22 tháng 2, 1977 (31)     | 66   | 15  | Young Boys          |
| 11 | TĐ | Marco Streller       | 26 tháng 6, 1981 (26)     | 28   | 11  | FC Basel            |
| 12 | TĐ | Eren Derdiyok        | 12 tháng 6, 1988 (19)     | 3    | 1   | FC Basel            |
| 13 | HV | Stéphane Grichting   | 29 tháng 3, 1979 (29)     | 18   | 0   | Auxerre             |
| 14 | TV | Daniel Gygax         | 28 tháng 8, 1981 (26)     | 34   | 5   | Metz                |
| 15 | TV | Gelson Fernandes     | 02 tháng 9, 1986 (21)     | 8    | 0   | Manchester City     |
| 16 | TV | Tranquillo Barnetta  | 22 tháng 5, 1985 (23)     | 32   | 6   | Bayer Leverkusen    |
| 17 | HV | Christoph Spycher    | 30 tháng 3, 1978 (30)     | 39   | 0   | Eintracht Frankfurt |
| 18 | TM | Pascal Zuberbühler   | 08 tháng 1, 1971 (37)     | 50   | 0   | Neuchâtel Xamax     |
| 19 | TV | Valon Behrami        | 19 tháng 4, 1985 (23)     | 16   | 2   | Lazio               |
| 20 | HV | Patrick Müller       | 31 tháng 12 năm 1976 (31) | 78   | 3   | Lyon                |
| 21 | TM | Eldin Jakupović      | 02 tháng 10 năm 1984 (23) | 0    | 0   | Grasshoppers        |
| 22 | TĐ | Johan Vonlanthen     | 01 tháng 2, 1986 (22)     | 30   | 6   | Red Bull Salzburg   |
| 23 | HV | Philipp Degen        | 25 tháng 2, 1983 (25)     | 30   | 0   | Borussia Dortmund   |

### Thổ Nhĩ Kỳ
Huấn luyện viên:  Fatih Terim

| Số | VT | Cầu thủ              | Ngày sinh (tuổi)          | Trận | Bàn | Câu lạc bộ       |
| -- | -- | -------------------- | ------------------------- | ---- | --- | ---------------- |
| 1  | TM | Rüştü Reçber         | 10 tháng 5, 1973 (35)     | 116  | 0   | Beşiktaş         |
| 2  | HV | Servet Çetin         | 17 tháng 3, 1981 (27)     | 29   | 1   | Galatasaray      |
| 3  | HV | Hakan Balta          | 23 tháng 3, 1983 (25)     | 8    | 1   | Galatasaray      |
| 4  | HV | Gökhan Zan           | 07 tháng 9, 1981 (26)     | 19   | 0   | Beşiktaş         |
| 5  | TV | Emre Belözoğlu (c)   | 07 tháng 9, 1980 (27)     | 56   | 4   | Newcastle United |
| 6  | TV | Mehmet Topal         | 03 tháng 3, 1986 (22)     | 5    | 0   | Galatasaray      |
| 7  | TV | Mehmet Aurélio       | 15 tháng 12 năm 1977 (30) | 19   | 1   | Fenerbahçe       |
| 8  | TĐ | Nihat Kahveci        | 23 tháng 11 năm 1979 (29) | 54   | 15  | Villarreal       |
| 9  | TĐ | Semih Şentürk        | 29 tháng 4, 1983 (25)     | 4    | 1   | Fenerbahçe       |
| 10 | TĐ | Gökdeniz Karadeniz   | 11 tháng 1, 1980 (28)     | 46   | 6   | Rubin Kazan      |
| 11 | TV | Tümer Metin          | 14 tháng 10 năm 1974 (33) | 23   | 7   | Larissa          |
| 12 | TM | Tolga Zengin         | 10 tháng 10 năm 1983 (24) | 2    | 0   | Trabzonspor      |
| 13 | HV | Emre Güngör          | 01 tháng 8, 1984 (23)     | 1    | 0   | Galatasaray      |
| 14 | TV | Arda Turan           | 30 tháng 1, 1987 (21)     | 18   | 1   | Galatasaray      |
| 15 | HV | Emre Aşık            | 13 tháng 12 năm 1973 (34) | 27   | 2   | Galatasaray      |
| 16 | HV | Uğur Boral           | 14 tháng 4, 1982 (26)     | 8    | 0   | Fenerbahçe       |
| 17 | TĐ | Tuncay Şanlı         | 16 tháng 1, 1982 (26)     | 54   | 15  | Middlesbrough    |
| 18 | TV | Colin Kazim-Richards | 26 tháng 8, 1986 (21)     | 2    | 0   | Fenerbahçe       |
| 19 | TV | Ayhan Akman          | 23 tháng 2, 1977 (31)     | 10   | 1   | Galatasaray      |
| 20 | TV | Sabri Sarıoğlu       | 26 tháng 7, 1984 (23)     | 13   | 1   | Galatasaray      |
| 21 | TĐ | Mevlüt Erdinç        | 25 tháng 2, 1987 (23)     | 4    | 0   | Sochaux          |
| 22 | TV | Hamit Altıntop       | 08 tháng 12 năm 1982 (25) | 42   | 2   | Bayern München   |
| 23 | TM | Volkan Demirel       | 27 tháng 10 năm 1981 (26) | 21   | 0   | Fenerbahçe       |

## Bảng B

### Áo
Huấn luyện viên:  Josef Hickersberger

| Số | VT | Cầu thủ                | Ngày sinh (tuổi)          | Trận | Bàn | Câu lạc bộ        |
| -- | -- | ---------------------- | ------------------------- | ---- | --- | ----------------- |
| 1  | TM | Alex Manninger         | 04 tháng 6, 1977 (31)     | 27   | 0   | Siena             |
| 2  | TV | Joachim Standfest      | 30 tháng 5, 1980 (28)     | 26   | 2   | Austria Wien      |
| 3  | HV | Martin Stranzl         | 16 tháng 6, 1980 (27)     | 42   | 2   | Spartak Moscow    |
| 4  | HV | Emanuel Pogatetz       | 16 tháng 1, 1983 (25)     | 25   | 1   | Middlesbrough     |
| 5  | TV | Christian Fuchs        | 07 tháng 4, 1986 (22)     | 15   | 0   | Mattersburg       |
| 6  | TV | René Aufhauser         | 21 tháng 6, 1976 (31)     | 50   | 10  | Red Bull Salzburg |
| 7  | TV | Ivica Vastić           | 29 tháng 9, 1969 (38)     | 48   | 13  | LASK Linz         |
| 8  | TV | Christoph Leitgeb      | 14 tháng 4, 1985 (23)     | 12   | 0   | Red Bull Salzburg |
| 9  | TĐ | Roland Linz            | 09 tháng 8, 1981 (26)     | 31   | 7   | SC Braga          |
| 10 | TV | Andreas Ivanschitz (c) | 15 tháng 10 năm 1983 (24) | 39   | 5   | Red Bull Salzburg |
| 11 | TV | Ümit Korkmaz           | 17 tháng 9, 1985 (22)     | 2    | 0   | Rapid Wien        |
| 12 | HV | Ronald Gërçaliu        | 12 tháng 2, 1986 (22)     | 11   | 0   | Red Bull Salzburg |
| 13 | HV | Markus Katzer          | 11 tháng 12 năm 1979 (28) | 11   | 0   | Rapid Wien        |
| 14 | HV | György Garics          | 08 tháng 3, 1984 (24)     | 12   | 1   | Napoli            |
| 15 | HV | Sebastian Prödl        | 21 tháng 6, 1987 (20)     | 10   | 2   | Sturm Graz        |
| 16 | HV | Jürgen Patocka         | 30 tháng 7, 1977 (30)     | 2    | 0   | Rapid Wien        |
| 17 | HV | Martin Hiden           | 11 tháng 3, 1973 (35)     | 49   | 1   | Rapid Wien        |
| 18 | TĐ | Roman Kienast          | 29 tháng 3, 1984 (24)     | 6    | 1   | HamKam            |
| 19 | TV | Jürgen Säumel          | 08 tháng 9, 1984 (23)     | 11   | 0   | Sturm Graz        |
| 20 | TĐ | Martin Harnik          | 10 tháng 6, 1987 (20)     | 8    | 2   | Werder Bremen     |
| 21 | TM | Jürgen Macho           | 24 tháng 8, 1977 (30)     | 14   | 0   | AEK Athens        |
| 22 | TĐ | Erwin Hoffer           | 14 tháng 4, 1987 (21)     | 4    | 0   | Rapid Wien        |
| 23 | TM | Ramazan Özcan          | 28 tháng 6, 1984 (23)     | 0    | 0   | Red Bull Salzburg |

### Croatia
Huấn luyện viên:  Slaven Bilić

| Số | VT | Cầu thủ          | Ngày sinh (tuổi)          | Trận | Bàn | Câu lạc bộ        |
| -- | -- | ---------------- | ------------------------- | ---- | --- | ----------------- |
| 1  | TM | Stipe Pletikosa  | 08 tháng 1, 1979 (29)     | 69   | 0   | Spartak Moscow    |
| 2  | HV | Dario Šimić      | 12 tháng 11 năm 1975 (32) | 98   | 3   | Milan             |
| 3  | HV | Josip Šimunić    | 18 tháng 2, 1978 (30)     | 62   | 3   | Hertha BSC        |
| 4  | HV | Robert Kovač     | 06 tháng 4, 1974 (34)     | 74   | 0   | Borussia Dortmund |
| 5  | HV | Vedran Ćorluka   | 05 tháng 2, 1986 (22)     | 20   | 0   | Manchester City   |
| 6  | HV | Hrvoje Vejić     | 08 tháng 6, 1977 (30)     | 2    | 0   | Tom Tomsk         |
| 7  | TV | Ivan Rakitić     | 10 tháng 3, 1988 (20)     | 8    | 1   | Schalke 04        |
| 8  | TV | Ognjen Vukojević | 20 tháng 12 năm 1983 (24) | 5    | 1   | Dinamo Zagreb     |
| 9  | TĐ | Nikola Kalinić   | 05 tháng 1, 1988 (20)     | 1    | 0   | Hajduk Split      |
| 10 | TV | Niko Kovač (c)   | 15 tháng 10 năm 1971 (36) | 77   | 14  | Red Bull Salzburg |
| 11 | TV | Darijo Srna      | 01 tháng 5, 1982 (26)     | 55   | 15  | Shakhtar Donetsk  |
| 12 | TM | Mario Galinović  | 15 tháng 11 năm 1976 (31) | 2    | 0   | Panathinaikos     |
| 13 | TV | Nikola Pokrivač  | 26 tháng 11 năm 1985 (22) | 1    | 0   | AS Monaco         |
| 14 | TV | Luka Modrić      | 09 tháng 9, 1985 (22)     | 26   | 3   | Dinamo Zagreb     |
| 15 | HV | Dario Knežević   | 20 tháng 4, 1982 (26)     | 7    | 1   | Livorno           |
| 16 | TV | Jerko Leko       | 09 tháng 4, 1980 (28)     | 52   | 2   | AS Monaco         |
| 17 | TĐ | Ivan Klasnić     | 29 tháng 1, 1980 (28)     | 29   | 8   | Werder Bremen     |
| 18 | TĐ | Ivica Olić       | 14 tháng 9, 1979 (28)     | 54   | 9   | Hamburg           |
| 19 | TV | Niko Kranjčar    | 13 tháng 8, 1984 (23)     | 41   | 7   | Portsmouth        |
| 20 | TĐ | Igor Budan       | 22 tháng 4, 1980 (28)     | 5    | 0   | Parma             |
| 21 | TĐ | Mladen Petrić    | 1 tháng 1 năm 1981 (27)   | 24   | 9   | Borussia Dortmund |
| 22 | TV | Danijel Pranjić  | 02 tháng 12 năm 1981 (26) | 11   | 0   | Heerenveen        |
| 23 | TM | Vedran Runje     | 10 tháng 2, 1976 (32)     | 4    | 0   | Lens              |

### Đức
Huấn luyện viên:  Joachim Löw

| Số | VT | Cầu thủ                | Ngày sinh (tuổi)          | Trận | Bàn | Câu lạc bộ               |
| -- | -- | ---------------------- | ------------------------- | ---- | --- | ------------------------ |
| 1  | TM | Jens Lehmann           | 10 tháng 11 năm 1969 (38) | 55   | 0   | Arsenal                  |
| 2  | HV | Marcell Jansen         | 04 tháng 11 năm 1985 (22) | 22   | 1   | Bayern München           |
| 3  | HV | Arne Friedrich         | 29 tháng 5, 1979 (29)     | 57   | 0   | Hertha BSC               |
| 4  | HV | Clemens Fritz          | 07 tháng 12 năm 1980 (27) | 14   | 2   | Werder Bremen            |
| 5  | HV | Heiko Westermann       | 14 tháng 8, 1983 (24)     | 3    | 0   | Schalke 04               |
| 6  | TV | Simon Rolfes           | 21 tháng 1, 1982 (26)     | 10   | 0   | Bayer Leverkusen         |
| 7  | TV | Bastian Schweinsteiger | 01 tháng 8, 1984 (23)     | 51   | 13  | Bayern München           |
| 8  | TV | Torsten Frings         | 22 tháng 11 năm 1976 (31) | 72   | 10  | Werder Bremen            |
| 9  | TĐ | Mario Gómez            | 10 tháng 7, 1985 (22)     | 10   | 6   | Stuttgart                |
| 10 | TĐ | Oliver Neuville        | 01 tháng 5, 1973 (35)     | 68   | 10  | Borussia Mönchengladbach |
| 11 | TĐ | Miroslav Klose         | 09 tháng 6, 1978 (30)     | 75   | 39  | Bayern München           |
| 12 | TM | Robert Enke            | 24 tháng 8, 1977 (30)     | 1    | 0   | Hannover 96              |
| 13 | TV | Michael Ballack (c)    | 26 tháng 9 năm 1976 (31)  | 81   | 36  | Chelsea                  |
| 14 | TV | Piotr Trochowski       | 22 tháng 3, 1984 (24)     | 12   | 0   | Hamburg                  |
| 15 | TV | Thomas Hitzlsperger    | 05 tháng 4, 1982 (26)     | 33   | 5   | Stuttgart                |
| 16 | HV | Philipp Lahm           | 11 tháng 11 năm 1983 (24) | 41   | 2   | Bayern München           |
| 17 | HV | Per Mertesacker        | 29 tháng 9, 1984 (23)     | 43   | 1   | Werder Bremen            |
| 18 | TV | Tim Borowski           | 02 tháng 5, 1980 (28)     | 31   | 2   | Werder Bremen            |
| 19 | TV | David Odonkor          | 21 tháng 2, 1984 (24)     | 15   | 1   | Real Betis               |
| 20 | TĐ | Lukas Podolski         | 04 tháng 6, 1985 (23)     | 48   | 25  | Bayern München           |
| 21 | HV | Christoph Metzelder    | 05 tháng 11 năm 1980 (27) | 41   | 0   | Real Madrid              |
| 22 | TĐ | Kevin Kurányi          | 02 tháng 3, 1982 (26)     | 47   | 19  | Schalke 04               |
| 23 | TM | René Adler             | 15 tháng 1, 1985 (23)     | 0    | 0   | Bayer Leverkusen         |

### Ba Lan
Huấn luyện viên:  Leo Beenhakker
Jakub Błaszczykowski chấn thương ngày 5 tháng 6 và được thay thế bằng Łukasz Piszczek.
| Số | VT | Cầu thủ              | Ngày sinh (tuổi)          | Trận | Bàn | Câu lạc bộ          |
| -- | -- | -------------------- | ------------------------- | ---- | --- | ------------------- |
| 1  | TM | Artur Boruc          | 20 tháng 2, 1980 (28)     | 34   | 0   | Celtic              |
| 2  | HV | Mariusz Jop          | 08 tháng 3, 1978 (30)     | 24   | 0   | FC Moscow           |
| 3  | HV | Jakub Wawrzyniak     | 07 tháng 7, 1983 (24)     | 8    | 0   | Legia Warsaw        |
| 4  | HV | Paweł Golański       | 12 tháng 10 năm 1982 (25) | 10   | 1   | Steaua Bucureşti    |
| 5  | TV | Dariusz Dudka        | 09 tháng 12 năm 1983 (24) | 26   | 2   | Wisła Kraków        |
| 6  | HV | Jacek Bąk            | 24 tháng 3, 1973 (35)     | 94   | 3   | Austria Wien        |
| 7  | TĐ | Euzebiusz Smolarek   | 09 tháng 1, 1981 (27)     | 31   | 13  | Racing de Santander |
| 8  | TV | Jacek Krzynówek      | 15 tháng 5, 1976 (32)     | 78   | 15  | Wolfsburg           |
| 9  | TĐ | Maciej Żurawski (c)  | 11 tháng 9, 1976 (31)     | 70   | 17  | Larissa             |
| 10 | TV | Łukasz Garguła       | 25 tháng 2, 1981 (27)     | 11   | 1   | Bełchatów           |
| 11 | TĐ | Marek Saganowski     | 31 tháng 10 năm 1978 (29) | 23   | 3   | Southampton         |
| 12 | TM | Tomasz Kuszczak      | 20 tháng 3, 1982 (26)     | 6    | 0   | Manchester United   |
| 13 | HV | Marcin Wasilewski    | 09 tháng 6, 1980 (27)     | 27   | 1   | Anderlecht          |
| 14 | HV | Michał Żewłakow      | 22 tháng 4, 1976 (32)     | 75   | 2   | Olympiacos          |
| 15 | TV | Michał Pazdan        | 21 tháng 9, 1987 (20)     | 4    | 0   | Górnik Zabrze       |
| 16 | TV | Łukasz Piszczek      | 03 tháng 6, 1985 (23)     | 3    | 0   | Hertha BSC Berlin   |
| 17 | TV | Wojciech Łobodziński | 20 tháng 10 năm 1982 (25) | 16   | 2   | Wisła Kraków        |
| 18 | TV | Mariusz Lewandowski  | 18 tháng 5, 1979 (29)     | 47   | 3   | Shakhtar Donetsk    |
| 19 | TV | Rafał Murawski       | 09 tháng 10 năm 1981 (26) | 9    | 1   | Lech Poznań         |
| 20 | TV | Roger Guerreiro      | 25 tháng 5, 1982 (26)     | 2    | 0   | Legia Warsaw        |
| 21 | TĐ | Tomasz Zahorski      | 22 tháng 11 năm 1984 (23) | 9    | 1   | Górnik Zabrze       |
| 22 | TM | Łukasz Fabiański     | 18 tháng 4, 1985 (23)     | 8    | 0   | Arsenal             |
| 23 | HV | Adam Kokoszka        | 06 tháng 10 năm 1986 (21) | 7    | 2   | Wisła Kraków        |

## Bảng C

### Pháp
Huấn luyện viên:  Raymond Domenech

| Số | VT | Cầu thủ             | Ngày sinh (tuổi)          | Trận | Bàn | Câu lạc bộ        |
| -- | -- | ------------------- | ------------------------- | ---- | --- | ----------------- |
| 1  | TM | Steve Mandanda      | 28 tháng 3, 1985 (22)     | 1    | 0   | Marseille         |
| 2  | HV | Jean-Alain Boumsong | 28 tháng 12 năm 1979 (28) | 23   | 1   | Lyon              |
| 3  | HV | Éric Abidal         | 11 tháng 7, 1979 (28)     | 35   | 0   | Barcelona         |
| 4  | TV | Patrick Vieira (c)  | 23 tháng 6, 1976 (31)     | 105  | 6   | Internazionale    |
| 5  | HV | William Gallas      | 17 tháng 8, 1977 (30)     | 62   | 2   | Arsenal           |
| 6  | TV | Claude Makélélé     | 18 tháng 2, 1973 (35)     | 68   | 0   | Chelsea           |
| 7  | TV | Florent Malouda     | 13 tháng 6, 1980 (27)     | 39   | 3   | Chelsea           |
| 8  | TĐ | Nicolas Anelka      | 14 tháng 3, 1979 (29)     | 48   | 11  | Chelsea           |
| 9  | TĐ | Karim Benzema       | 19 tháng 12 năm 1987 (20) | 11   | 3   | Lyon              |
| 10 | TĐ | Sidney Govou        | 27 tháng 7, 1979 (28)     | 32   | 7   | Lyon              |
| 11 | TV | Samir Nasri         | 20 tháng 6, 1987 (20)     | 10   | 2   | Marseille         |
| 12 | TĐ | Thierry Henry       | 17 tháng 8, 1977 (30)     | 100  | 44  | Barcelona         |
| 13 | HV | Patrice Evra        | 15 tháng 5, 1981 (27)     | 11   | 0   | Manchester United |
| 14 | HV | François Clerc      | 18 tháng 4, 1983 (25)     | 12   | 0   | Lyon              |
| 15 | HV | Lilian Thuram       | 1 tháng 1 năm 1972 (36)   | 140  | 2   | Barcelona         |
| 16 | TM | Sébastien Frey      | 18 tháng 3, 1980 (28)     | 2    | 0   | Fiorentina        |
| 17 | HV | Sébastien Squillaci | 11 tháng 8, 1980 (27)     | 13   | 0   | Lyon              |
| 18 | TĐ | Bafétimbi Gomis     | 08 tháng 6, 1985 (22)     | 2    | 2   | Saint-Étienne     |
| 19 | HV | Willy Sagnol        | 18 tháng 3, 1977 (31)     | 56   | 0   | Bayern München    |
| 20 | TV | Jérémy Toulalan     | 10 tháng 9, 1983 (24)     | 13   | 0   | Lyon              |
| 21 | TV | Lassana Diarra      | 10 tháng 3, 1985 (23)     | 13   | 0   | Portsmouth        |
| 22 | TV | Franck Ribéry       | 01 tháng 4, 1983 (24)     | 27   | 4   | Bayern München    |
| 23 | TM | Grégory Coupet      | 31 tháng 12 năm 1972 (35) | 31   | 0   | Lyon              |

### Ý
Huấn luyện viên:  Roberto Donadoni
Fabio Cannavaro chấn thương ngày 2 tháng 6 và được thay thế bằng Alessandro Gamberini.
| Số | VT | Cầu thủ              | Ngày sinh (tuổi)          | Trận | Bàn | Câu lạc bộ     |
| -- | -- | -------------------- | ------------------------- | ---- | --- | -------------- |
| 1  | TM | Gianluigi Buffon (c) | 28 tháng 1, 1978 (30)     | 82   | 0   | Juventus       |
| 2  | HV | Christian Panucci    | 12 tháng 4, 1973 (35)     | 53   | 3   | Roma           |
| 3  | HV | Fabio Grosso         | 28 tháng 11 năm 1977 (31) | 31   | 3   | Lyon           |
| 4  | HV | Giorgio Chiellini    | 14 tháng 8, 1984 (23)     | 10   | 1   | Juventus       |
| 5  | HV | Alessandro Gamberini | 27 tháng 8, 1981 (26)     | 2    | 0   | Fiorentina     |
| 6  | HV | Andrea Barzagli      | 08 tháng 5, 1981 (27)     | 22   | 0   | Palermo        |
| 7  | TĐ | Alessandro Del Piero | 09 tháng 11 năm 1974 (33) | 86   | 27  | Juventus       |
| 8  | TV | Gennaro Gattuso      | 09 tháng 1, 1978 (30)     | 58   | 1   | Milan          |
| 9  | TĐ | Luca Toni            | 26 tháng 5, 1977 (31)     | 34   | 15  | Bayern München |
| 10 | TV | Daniele De Rossi     | 24 tháng 7, 1983 (24)     | 33   | 4   | Roma           |
| 11 | TĐ | Antonio Di Natale    | 13 tháng 10 năm 1977 (30) | 18   | 7   | Udinese        |
| 12 | TĐ | Marco Borriello      | 18 tháng 6, 1982 (25)     | 3    | 0   | Genoa          |
| 13 | TV | Massimo Ambrosini    | 29 tháng 5, 1977 (31)     | 31   | 0   | Milan          |
| 14 | TM | Marco Amelia         | 02 tháng 4, 1982 (26)     | 6    | 0   | Livorno        |
| 15 | TĐ | Fabio Quagliarella   | 31 tháng 1, 1983 (25)     | 8    | 3   | Udinese        |
| 16 | TV | Mauro Camoranesi     | 04 tháng 10 năm 1976 (31) | 35   | 4   | Juventus       |
| 17 | TM | Morgan De Sanctis    | 26 tháng 3, 1977 (31)     | 2    | 0   | Sevilla        |
| 18 | TĐ | Antonio Cassano      | 12 tháng 7, 1982 (25)     | 11   | 3   | Real Madrid    |
| 19 | HV | Gianluca Zambrotta   | 19 tháng 2, 1977 (31)     | 71   | 2   | Barcelona      |
| 20 | TV | Simone Perrotta      | 17 tháng 9, 1977 (30)     | 41   | 2   | Roma           |
| 21 | TV | Andrea Pirlo         | 19 tháng 5, 1979 (29)     | 46   | 6   | Milan          |
| 22 | TV | Alberto Aquilani     | 07 tháng 7, 1984 (23)     | 5    | 0   | Roma           |
| 23 | HV | Marco Materazzi      | 19 tháng 8, 1973 (34)     | 40   | 2   | Internazionale |

### Hà Lan
Huấn luyện viên:  Marco van Basten
Ryan Babel chấn thương ngày 31 tháng 5 và được thay thế bằng Khalid Boulahrouz.
| Số | VT | Cầu thủ                    | Ngày sinh (tuổi)          | Trận | Bàn | Câu lạc bộ        |
| -- | -- | -------------------------- | ------------------------- | ---- | --- | ----------------- |
| 1  | TM | Edwin van der Sar (c)      | 29 tháng 10 năm 1970 (37) | 125  | 0   | Manchester United |
| 2  | HV | André Ooijer               | 11 tháng 7, 1974 (33)     | 37   | 2   | Blackburn Rovers  |
| 3  | HV | John Heitinga              | 15 tháng 11 năm 1983 (24) | 36   | 5   | Ajax              |
| 4  | HV | Joris Mathijsen            | 05 tháng 4, 1980 (28)     | 32   | 2   | Hamburg           |
| 5  | TV | Giovanni van Bronckhorst   | 05 tháng 2, 1975 (33)     | 78   | 4   | Feyenoord         |
| 6  | TV | Demy de Zeeuw              | 26 tháng 5, 1983 (25)     | 15   | 0   | AZ                |
| 7  | TĐ | Robin van Persie           | 06 tháng 8, 1983 (24)     | 24   | 7   | Arsenal           |
| 8  | TV | Orlando Engelaar           | 24 tháng 8, 1979 (28)     | 6    | 0   | Twente            |
| 9  | TĐ | Ruud van Nistelrooy        | 01 tháng 7, 1976 (31)     | 61   | 31  | Real Madrid       |
| 10 | TV | Wesley Sneijder            | 09 tháng 6, 1984 (23)     | 45   | 9   | Real Madrid       |
| 11 | TĐ | Arjen Robben               | 23 tháng 1, 1984 (24)     | 33   | 9   | Real Madrid       |
| 12 | HV | Mario Melchiot             | 04 tháng 11 năm 1976 (31) | 21   | 0   | Wigan Athletic    |
| 13 | TM | Henk Timmer                | 03 tháng 12 năm 1971 (36) | 5    | 0   | Feyenoord         |
| 14 | HV | Wilfred Bouma              | 15 tháng 6, 1978 (29)     | 33   | 2   | Aston Villa       |
| 15 | HV | Tim de Cler                | 08 tháng 11 năm 1978 (29) | 15   | 0   | Feyenoord         |
| 16 | TM | Maarten Stekelenburg       | 22 tháng 9, 1982 (25)     | 11   | 0   | Ajax              |
| 17 | TV | Nigel de Jong              | 30 tháng 11 năm 1984 (23) | 23   | 0   | Hamburg           |
| 18 | TĐ | Dirk Kuyt                  | 22 tháng 7, 1980 (27)     | 38   | 7   | Liverpool         |
| 19 | TĐ | Klaas-Jan Huntelaar        | 12 tháng 8, 1983 (24)     | 12   | 7   | Ajax              |
| 20 | TV | Ibrahim Afellay            | 02 tháng 4, 1986 (22)     | 5    | 0   | PSV Eindhoven     |
| 21 | HV | Khalid Boulahrouz          | 28 tháng 12 năm 1981 (26) | 22   | 0   | Chelsea           |
| 22 | TĐ | Jan Vennegoor of Hesselink | 07 tháng 11 năm 1978 (29) | 16   | 3   | Celtic            |
| 23 | TV | Rafael van der Vaart       | 11 tháng 2, 1983 (25)     | 55   | 12  | Hamburg           |

### România
Huấn luyện viên:  Victor Piţurcă

| Số | VT | Cầu thủ            | Ngày sinh (tuổi)          | Trận | Bàn | Câu lạc bộ                   |
| -- | -- | ------------------ | ------------------------- | ---- | --- | ---------------------------- |
| 1  | TM | Bogdan Lobonţ      | 18 tháng 1, 1978 (30)     | 63   | 0   | Dinamo Bucureşti             |
| 2  | HV | Cosmin Contra      | 15 tháng 12 năm 1975 (32) | 63   | 7   | Getafe                       |
| 3  | HV | Răzvan Raţ         | 26 tháng 5, 1981 (27)     | 48   | 1   | Shakhtar Donetsk             |
| 4  | HV | Gabriel Tamaş      | 09 tháng 11 năm 1983 (24) | 32   | 2   | Auxerre                      |
| 5  | HV | Cristian Chivu (c) | 26 tháng 10 năm 1980 (27) | 59   | 3   | Internazionale               |
| 6  | TV | Mirel Rădoi        | 22 tháng 3, 1981 (27)     | 43   | 1   | Steaua Bucureşti             |
| 7  | TV | Florentin Petre    | 15 tháng 1, 1976 (32)     | 50   | 5   | CSKA Sofia                   |
| 8  | TV | Paul Codrea        | 04 tháng 4, 1981 (27)     | 32   | 1   | Siena                        |
| 9  | TĐ | Ciprian Marica     | 02 tháng 10 năm 1985 (22) | 24   | 8   | Stuttgart                    |
| 10 | TĐ | Adrian Mutu        | 08 tháng 1, 1979 (29)     | 61   | 28  | Fiorentina                   |
| 11 | TV | Răzvan Cociş       | 19 tháng 2, 1983 (24)     | 21   | 1   | Lokomotiv Moscow             |
| 12 | TM | Marius Popa        | 31 tháng 7, 1978 (29)     | 2    | 0   | Politehnica Timişoara        |
| 13 | HV | Cristian Săpunaru  | 05 tháng 4, 1984 (24)     | 1    | 0   | Rapid Bucureşti              |
| 14 | HV | Sorin Ghionea      | 11 tháng 5, 1979 (29)     | 10   | 1   | Steaua Bucureşti             |
| 15 | HV | Dorin Goian        | 12 tháng 12 năm 1980 (26) | 19   | 3   | Steaua Bucureşti             |
| 16 | TV | Bănel Nicoliţă     | 07 tháng 1, 1985 (23)     | 19   | 1   | Steaua Bucureşti             |
| 17 | HV | Cosmin Moţi        | 03 tháng 12 năm 1984 (23) | 2    | 0   | Dinamo Bucureşti             |
| 18 | TĐ | Marius Niculae     | 16 tháng 5, 1981 (27)     | 30   | 13  | Inverness Caledonian Thistle |
| 19 | TV | Adrian Cristea     | 30 tháng 11 năm 1983 (24) | 6    | 0   | Dinamo Bucureşti             |
| 20 | TV | Nicolae Dică       | 09 tháng 5, 1980 (28)     | 25   | 8   | Steaua Bucureşti             |
| 21 | TĐ | Daniel Niculae     | 06 tháng 10 năm 1982 (25) | 22   | 5   | Auxerre                      |
| 22 | HV | Ştefan Radu        | 22 tháng 10 năm 1986 (21) | 8    | 0   | Dinamo Bucureşti             |
| 23 | TM | Eduard Stăncioiu   | 03 tháng 3, 1981 (27)     | 1    | 0   | CFR Cluj                     |

## Bảng D

### Hy Lạp
Huấn luyện viên:  Otto Rehhagel

| Số | VT | Cầu thủ                | Ngày sinh (tuổi)          | Trận | Bàn | Câu lạc bộ          |
| -- | -- | ---------------------- | ------------------------- | ---- | --- | ------------------- |
| 1  | TM | Antonios Nikopolidis   | 14 tháng 10 năm 1971 (36) | 85   | 0   | Olympiacos          |
| 2  | HV | Giourkas Seitaridis    | 04 tháng 6, 1981 (27)     | 54   | 1   | Atlético Madrid     |
| 3  | HV | Christos Patsatzoglou  | 19 tháng 3, 1979 (29)     | 27   | 1   | Olympiacos          |
| 4  | HV | Nikos Spiropoulos      | 10 tháng 10 năm 1983 (24) | 4    | 0   | Panathinaikos       |
| 5  | HV | Traianos Dellas        | 31 tháng 1, 1976 (32)     | 40   | 1   | AEK Athens          |
| 6  | TV | Angelos Basinas (c)    | 03 tháng 1, 1976 (32)     | 86   | 7   | Mallorca            |
| 7  | TĐ | Georgios Samaras       | 21 tháng 2, 1985 (23)     | 16   | 3   | Manchester City     |
| 8  | TV | Stelios Giannakopoulos | 12 tháng 7, 1974 (33)     | 73   | 12  | Bolton Wanderers    |
| 9  | TĐ | Angelos Charisteas     | 09 tháng 2, 1980 (28)     | 63   | 18  | Nuremberg           |
| 10 | TV | Giorgos Karagounis     | 06 tháng 3, 1977 (31)     | 72   | 6   | Panathinaikos       |
| 11 | HV | Loukas Vyntra          | 05 tháng 2, 1981 (27)     | 17   | 0   | Panathinaikos       |
| 12 | TM | Konstantinos Chalkias  | 30 tháng 5, 1974 (34)     | 14   | 0   | Aris                |
| 13 | TM | Alexandros Tzorvas     | 12 tháng 8, 1982 (25)     | 0    | 0   | OFI Crete           |
| 14 | TĐ | Dimitrios Salpigidis   | 10 tháng 8, 1981 (26)     | 19   | 1   | Panathinaikos       |
| 15 | HV | Vasilis Torosidis      | 10 tháng 6, 1985 (22)     | 11   | 0   | Olympiacos          |
| 16 | HV | Sotirios Kyrgiakos     | 23 tháng 7, 1979 (28)     | 36   | 4   | Eintracht Frankfurt |
| 17 | TĐ | Theofanis Gekas        | 23 tháng 5, 1980 (28)     | 25   | 6   | Bayer Leverkusen    |
| 18 | HV | Yannis Goumas          | 24 tháng 5, 1975 (33)     | 45   | 0   | Panathinaikos       |
| 19 | HV | Paraskevas Antzas      | 18 tháng 8, 1976 (31)     | 22   | 0   | Olympiacos          |
| 20 | TĐ | Ioannis Amanatidis     | 03 tháng 12 năm 1981 (26) | 24   | 2   | Eintracht Frankfurt |
| 21 | TV | Kostas Katsouranis     | 26 tháng 6, 1979 (28)     | 47   | 6   | Benfica             |
| 22 | TV | Alexandros Tziolis     | 13 tháng 2, 1985 (23)     | 8    | 0   | Panathinaikos       |
| 23 | TĐ | Nikolaos Liberopoulos  | 04 tháng 8, 1975 (32)     | 58   | 12  | AEK Athens          |

### Nga
Huấn luyện viên:  Guus Hiddink

| Số | VT | Cầu thủ               | Ngày sinh (tuổi)          | Trận | Bàn | Câu lạc bộ           |
| -- | -- | --------------------- | ------------------------- | ---- | --- | -------------------- |
| 1  | TM | Igor Akinfeev         | 08 tháng 4, 1986 (22)     | 20   | 0   | CSKA Moscow          |
| 2  | HV | Vasili Berezutskiy    | 20 tháng 6, 1982 (26)     | 29   | 1   | CSKA Moscow          |
| 3  | HV | Renat Yanbayev        | 07 tháng 4, 1984 (24)     | 2    | 0   | Lokomotiv Moscow     |
| 4  | HV | Sergei Ignashevich    | 14 tháng 7, 1979 (28)     | 37   | 3   | CSKA Moscow          |
| 5  | HV | Aleksei Berezutskiy   | 20 tháng 6, 1982 (26)     | 32   | 0   | CSKA Moscow          |
| 6  | TĐ | Roman Adamov          | 21 tháng 6, 1982 (25)     | 2    | 0   | FC Moscow            |
| 7  | TV | Dmitri Torbinsky      | 28 tháng 4, 1984 (24)     | 11   | 1   | Lokomotiv Moscow     |
| 8  | HV | Denis Kolodin         | 11 tháng 1, 1982 (26)     | 13   | 0   | Dinamo Moskva        |
| 9  | TĐ | Ivan Saenko           | 17 tháng 10 năm 1983 (24) | 7    | 0   | Nuremberg            |
| 10 | TĐ | Andrei Arshavin (c)   | 29 tháng 5, 1981 (27)     | 34   | 11  | Zenit St. Petersburg |
| 11 | TV | Sergei Semak          | 27 tháng 2, 1976 (32)     | 46   | 4   | Rubin Kazan          |
| 12 | TM | Vladimir Gabulov      | 19 tháng 10 năm 1983 (24) | 5    | 0   | FC Kuban             |
| 13 | TĐ | Pavel Pogrebnyak      | 08 tháng 11 năm 1983 (24) | 9    | 4   | Zenit St. Petersburg |
| 14 | HV | Roman Shirokov        | 06 tháng 7, 1981 (26)     | 4    | 0   | Zenit St. Petersburg |
| 15 | TV | Diniyar Bilyaletdinov | 27 tháng 2, 1985 (23)     | 23   | 2   | Lokomotiv Moscow     |
| 16 | TM | Vyacheslav Malafeev   | 04 tháng 3, 1979 (29)     | 16   | 0   | Zenit St. Petersburg |
| 17 | TV | Konstantin Zyrianov   | 05 tháng 10 năm 1977 (30) | 12   | 2   | Zenit St. Petersburg |
| 18 | TV | Yuri Zhirkov          | 20 tháng 8, 1983 (24)     | 19   | 0   | CSKA Moscow          |
| 19 | TĐ | Roman Pavlyuchenko    | 15 tháng 12 năm 1981 (26) | 17   | 6   | Spartak Moscow       |
| 20 | TV | Igor Semshov          | 06 tháng 4, 1978 (30)     | 27   | 0   | Dinamo Moskva        |
| 21 | TĐ | Dmitri Sychev         | 26 tháng 10 năm 1983 (24) | 41   | 15  | Lokomotiv Moscow     |
| 22 | HV | Aleksandr Anyukov     | 28 tháng 9, 1982 (25)     | 32   | 1   | Zenit St. Petersburg |
| 23 | TV | Vladimir Bystrov      | 31 tháng 1, 1984 (24)     | 20   | 4   | Spartak Moscow       |

### Tây Ban Nha
Huấn luyện viên:  Luis Aragonés

| Số | VT | Cầu thủ           | Ngày sinh (tuổi)          | Trận | Bàn | Câu lạc bộ    |
| -- | -- | ----------------- | ------------------------- | ---- | --- | ------------- |
| 1  | TM | Iker Casillas (c) | 20 tháng 5, 1981 (27)     | 76   | 0   | Real Madrid   |
| 2  | HV | Raúl Albiol       | 04 tháng 9, 1985 (22)     | 2    | 0   | Valencia      |
| 3  | HV | Fernando Navarro  | 25 tháng 6, 1982 (25)     | 0    | 0   | Real Mallorca |
| 4  | HV | Carlos Marchena   | 31 tháng 7, 1979 (28)     | 41   | 2   | Valencia      |
| 5  | HV | Carles Puyol      | 13 tháng 4, 1978 (30)     | 60   | 1   | Barcelona     |
| 6  | TV | Andrés Iniesta    | 11 tháng 5, 1984 (24)     | 23   | 5   | Barcelona     |
| 7  | TĐ | David Villa       | 03 tháng 12 năm 1981 (26) | 31   | 14  | Valencia      |
| 8  | TV | Xavi              | 25 tháng 1, 1980 (28)     | 56   | 5   | Barcelona     |
| 9  | TĐ | Fernando Torres   | 20 tháng 3, 1984 (24)     | 47   | 15  | Liverpool     |
| 10 | TV | Cesc Fàbregas     | 04 tháng 5, 1987 (21)     | 25   | 0   | Arsenal       |
| 11 | HV | Joan Capdevila    | 03 tháng 2, 1978 (30)     | 17   | 2   | Villarreal    |
| 12 | TV | Santi Cazorla     | 13 tháng 12 năm 1984 (23) | 1    | 0   | Villarreal    |
| 13 | TM | Andrés Palop      | 22 tháng 10 năm 1973 (34) | 0    | 0   | Sevilla       |
| 14 | TV | Xabi Alonso       | 25 tháng 11 năm 1981 (26) | 42   | 1   | Liverpool     |
| 15 | HV | Sergio Ramos      | 30 tháng 3, 1986 (22)     | 32   | 4   | Real Madrid   |
| 16 | TĐ | Sergio García     | 09 tháng 6, 1983 (24)     | 1    | 0   | Real Zaragoza |
| 17 | TĐ | Dani Güiza        | 17 tháng 8, 1980 (27)     | 3    | 0   | Real Mallorca |
| 18 | HV | Álvaro Arbeloa    | 17 tháng 1, 1983 (25)     | 1    | 0   | Liverpool     |
| 19 | TV | Marcos Senna      | 17 tháng 7, 1976 (31)     | 10   | 0   | Villarreal    |
| 20 | HV | Juanito           | 23 tháng 7, 1976 (31)     | 22   | 2   | Real Betis    |
| 21 | TV | David Silva       | 08 tháng 1, 1986 (22)     | 13   | 2   | Valencia      |
| 22 | TV | Rubén de la Red   | 05 tháng 6, 1985 (23)     | 1    | 0   | Getafe        |
| 23 | TM | José Manuel Reina | 31 tháng 8, 1982 (25)     | 9    | 0   | Liverpool     |

### Thụy Điển
Huấn luyện viên:  Lars Lagerbäck

| Số | VT | Cầu thủ               | Ngày sinh (tuổi)          | Trận | Bàn | Câu lạc bộ      |
| -- | -- | --------------------- | ------------------------- | ---- | --- | --------------- |
| 1  | TM | Andreas Isaksson      | 03 tháng 10 năm 1981 (26) | 56   | 0   | Manchester City |
| 2  | HV | Mikael Nilsson        | 24 tháng 6, 1978 (29)     | 47   | 3   | Panathinaikos   |
| 3  | HV | Olof Mellberg         | 03 tháng 9, 1977 (30)     | 82   | 4   | Aston Villa     |
| 4  | HV | Petter Hansson        | 14 tháng 12 năm 1976 (31) | 32   | 1   | Stade Rennais   |
| 5  | HV | Fredrik Stoor         | 28 tháng 2, 1984 (24)     | 5    | 0   | Rosenborg       |
| 6  | TV | Tobias Linderoth      | 21 tháng 4, 1979 (29)     | 75   | 1   | Galatasaray     |
| 7  | TV | Niclas Alexandersson  | 19 tháng 12 năm 1971 (36) | 108  | 7   | IFK Göteborg    |
| 8  | TV | Anders Svensson       | 17 tháng 7, 1976 (31)     | 90   | 15  | Elfsborg        |
| 9  | TV | Fredrik Ljungberg (c) | 16 tháng 4 năm 1977 (31)  | 72   | 14  | West Ham United |
| 10 | TĐ | Zlatan Ibrahimović    | 03 tháng 10 năm 1981 (26) | 50   | 18  | Internazionale  |
| 11 | TĐ | Johan Elmander        | 27 tháng 5, 1981 (27)     | 35   | 11  | Toulouse        |
| 12 | TM | Rami Shaaban          | 30 tháng 6, 1975 (32)     | 16   | 0   | Hammarby        |
| 13 | TM | Johan Wiland          | 24 tháng 1, 1981 (27)     | 3    | 0   | Elfsborg        |
| 14 | HV | Daniel Majstorović    | 05 tháng 4, 1977 (31)     | 15   | 1   | FC Basel        |
| 15 | HV | Andreas Granqvist     | 16 tháng 4, 1985 (23)     | 3    | 0   | Wigan Athletic  |
| 16 | TV | Kim Källström         | 24 tháng 8, 1982 (25)     | 55   | 8   | Lyon            |
| 17 | TĐ | Henrik Larsson        | 20 tháng 9, 1971 (36)     | 95   | 36  | Helsingborg     |
| 18 | TV | Sebastian Larsson     | 06 tháng 6, 1985 (23)     | 4    | 0   | Birmingham City |
| 19 | TV | Daniel Andersson      | 28 tháng 8, 1977 (30)     | 62   | 0   | Malmö FF        |
| 20 | TĐ | Marcus Allbäck        | 05 tháng 7, 1973 (34)     | 73   | 30  | Copenhagen      |
| 21 | TV | Christian Wilhelmsson | 08 tháng 12 năm 1979 (28) | 51   | 4   | Nantes          |
| 22 | TĐ | Markus Rosenberg      | 27 tháng 9, 1982 (25)     | 21   | 6   | Werder Bremen   |
| 23 | HV | Mikael Dorsin         | 06 tháng 10 năm 1981 (26) | 12   | 0   | CFR Cluj        |